# Natalla Duchnowa
Natalla Stanisławauna Duchnowa, biał. Наталля Станіславаўна Духнова (ur. 16 lipca 1966 w Jarosławiu) – białoruska lekkoatletka, biegaczka średniodystansowa, medalistka halowych mistrzostw świata i mistrzostw Europy, halowa mistrzyni Europy, dwukrotna olimpijka.

## Kariera sportowa
Specjalizowała się w biegu na 800 metrów. Odpadła w eliminacjach tej konkurencji na mistrzostwach świata w 1993 w Stuttgarcie.
Zwyciężyła w biegu na 800 metrów na halowych mistrzostwach Europy w 1994 w Paryżu, wyprzedzając Ellę Kovacs z Rumunii i Carlę Sacramento z Portugalii. Zdobyła srebrny medal w tej konkurencji na mistrzostwach Europy w 1994 w Helsinkach, przegrywając jedynie z Lubow Guriną z Rosji, a wyprzedzając inną Rosjankę Ludmiłę Rogaczową. Zajęła 3. miejsce na tym dystansie w zawodach pucharu świata w 1994 w Londynie. Odpadła w półfinale biegu na 800 metrów na mistrzostwach świata w 1995 w Göteborgu. Zdobyła brązowy medal w tej konkurencji na światowych wojskowych igrzyskach sportowych w 1995 w Rzymie.
Zajęła 7. miejsce w finale biegu na 800 metrów i odpadła w półfinale biegu na 1500 metrów na igrzyskach olimpijskich w 1996 w Atlancie. Zdobyła srebrny medal w biegu na 800 metrów na halowych mistrzostwach świata w 1997 w Paryżu, za Marią Mutolą z Mozambiku, a przed Joettą Clark ze Stanów Zjednoczonych. Odpadła w półfinale tej konkurencji na mistrzostwach świata w 1997 w Atenach. Zajęła 7. miejsce na tym dystansie na mistrzostwach Europy w 1998 w Budapeszcie oraz odpadła w półfinale na halowych mistrzostwach świata w 1999 w Maebashi.
Zajęła 8 miejsce w biegu na 800 metrów na mistrzostwach świata w 1999 w Sewilli. Zwyciężyła na tym dystansie na światowych wojskowych igrzyskach sportowych w 1999 w Zagrzebiu. Odpadła w eliminacjach biegu na 800 metrów na igrzyskach olimpijskich w 2000 w Sydney i na mistrzostwach świata w 2001 w Edmonton.
Duchnowa była mistrzynią Białorusi w biegu na 800 metrów w 1992, 1993, 1996, 1999 i 2003 oraz w biegu na 1500 metrów w 1996 i 1999
Jest aktualną (marzec 2021) halową rekordzistką Białorusi w biegu na 800 metrów z czasem 1:59,31 uzyskanym 9 marca 1997 w Paryżu i w biegu na 1000 metrów z wynikiem 2:35,89 osiągniętym 10 lutego 1996 w Birmingham.

## Rekordy życiowe
Rekordy życiowe Duchnowej:
- bieg na 400 metrów – 52,83 (28 lipca 1989, Briańsk)
- bieg na 800 metrów – 1:57,24 (22 czerwca 1996, Homel)
- bieg na 1000 metrów – 2:36,89 (29 sierpnia 1993, Sheffield)
- bieg na 1500 metrów – 4:06,70 (2 czerwca 1997, Saint-Denis)
- bieg na milę – 4:37,35 (2 lipca 1997, Lozanna)
- bieg na 800 metrów (hala) – 1:59,31 (9 marca 1997, Paryż)
- bieg na 1000 metrów (hala) – 2:35,89 (10 lutego 1996, Birmingham)
- bieg na 1500 metrów (hala) – 4:16,49 (27 stycznia 1996, Sindelfingen)